# حد الدرى
أحد الذرة هي جماعة قروية تابعة للإقليم الصويرة جهة مراكش آسفي، وتعتبر من أهم الجماعات القروية التابعة لإقليم الصويرة ويقام في هذه الجماعة سوق أسبوعي كبير كل أحد من أيام الأسبوع.